# Cetopsidium ferreirai
Cetopsidium ferreirai es una especie de pez de la familia Cetopsidae en el orden de los Siluriformes.

## Morfología
• Los machos pueden llegar alcanzar los 3,7 cm de longitud total.
- Número de  vértebras: 39-40.[1]

## Hábitat
Es un pez de agua dulce y de clima tropical.

## Distribución geográfica
Se encuentran en Sudamérica: río Trombetas (afluente del río Amazonas en Brasil ).